# Badia de Pollença

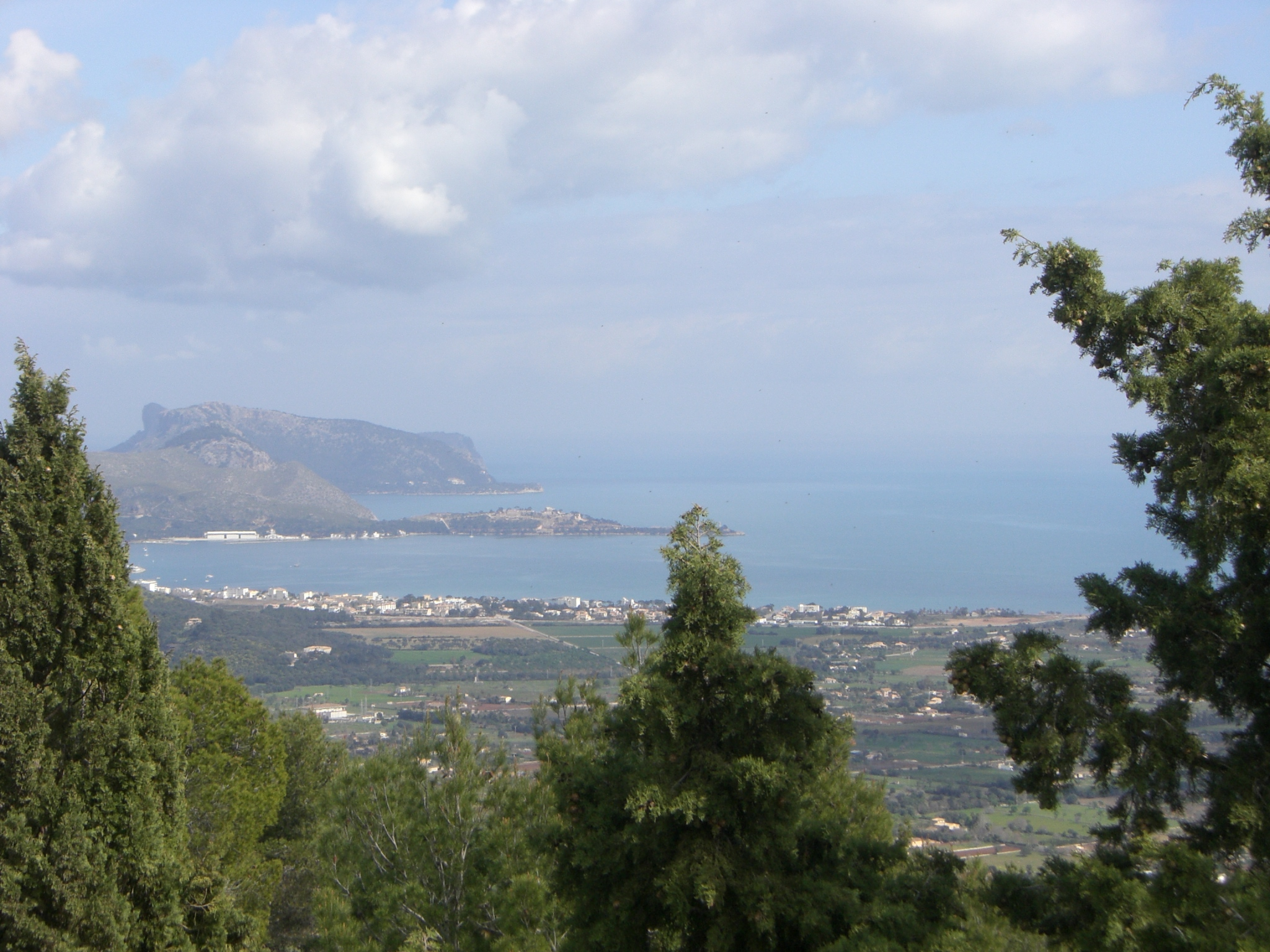
La badia, des del Puig de Maria

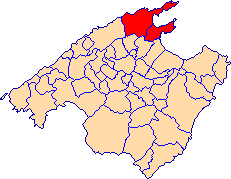
Municipis que envolten la badia de Pollença

La badia de Pollença és una badia que es troba al nord de l'illa de Mallorca. Està formada per part de la costa dels termes municipals de Pollença i d'Alcúdia. Està limitada pel nord pel cap de Formentor, i pel sud pel cap Pinar.
Un informe de l'Institut Mediterrani d’Estudis Avançats (Imedea) del 2022 va desvelar que la badia havia perdut diversitat biològica i ha entrat en un estat de vulnerabilitat, principalment per la pressió de l'activitat humana.